# Budova Spolku výtvarných umělců Mánes
Budova Spolku výtvarných umělců Mánes (SVU Mánes) architekta Otakara Novotného je funkcionalistický komplex staveb, zbudovaný na místě bývalých Šítkovských mlýnů v letech 1928–1930. Budova spojuje Masarykovo nábřeží na pravém břehu řeky Vltavy s jižním cípem Slovanského ostrova. Stojí v těsné blízkosti Šítkovské vodárenské věže a spolu s ní je zapsána v Seznamu kulturních památek ČR a chráněna jako nemovitá památka.

## Historie

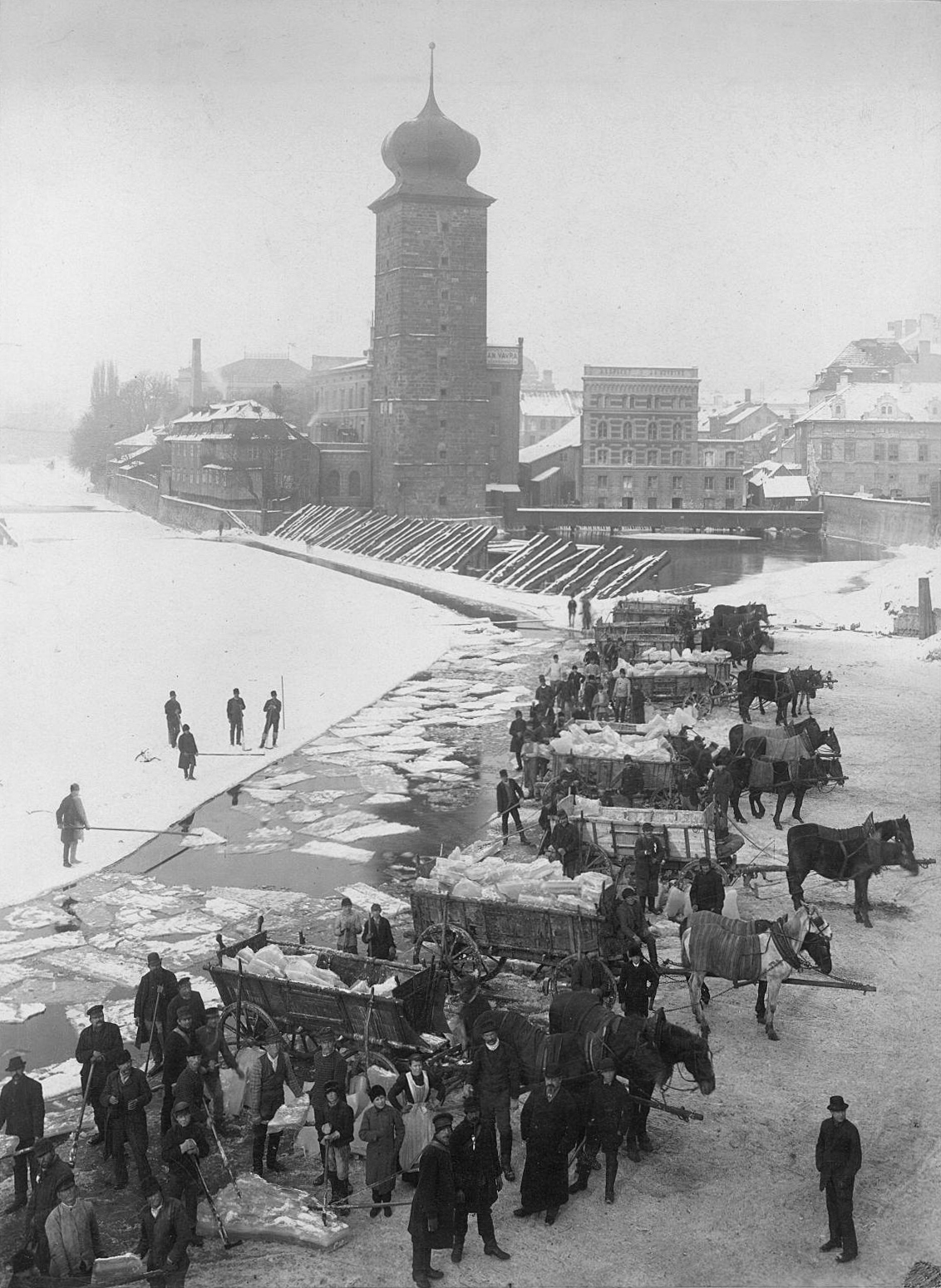
Šítkovské mlýny kolem roku 1900 (foto: Jindřich Eckert)

Spolek výtvarných umělců Mánes si pořídil vlastní budovu s galerií a potřebným zázemím pro spolkovou a společenskou činnost v roce 1930, po 43 letech od svého založení (1887). Myšlenkou na vlastní výstavní prostory se spolek zabýval již od roku 1923. V té době měl již za sebou celou řadu úspěšných výstav českých i zahraničních umělců, které pořádal v zapůjčených, pronajatých či provizorních prostorech.
Přibližně v té době Pražská obec vykupovala mlýny a sklady podél Vltavy. Za účelem postavení vlastní spolkové a společenské budovy, zakoupil SVU Mánes od města v roce 1926 pozemek náplavky, na němž stály Šítkovské mlýny. Zároveň ale musel splnit podmínky města, že Šítkovské mlýny zbourá na vlastní náklady a že pod novou budovou poteče řeka.
Spolek ustavil ze svých členů stavební komisi, jejímž předsedou se stal architekt Josef Gočár. Dalšími členy komise byli Otto Gutfreund, Karel Dvořák, Emil Filla, Josef Groh, Bohumil Kafka, Antonín Matějček a V. V. Štech. Vypracováním projektu nové budovy byl pověřen architekt Otakar Novotný.
V roce 1927 byly zahájeny velmi obtížné a nákladné bourací práce základového zdiva Šítkovských mlýnů, přičemž došlo k narušení statiky již dříve nakloněné Šítkovské vodárenské věže. Ta byla následně obezděna mohutným železobetonovým věncem, aby se zabránilo jejímu dalšímu vychýlení z osy.
Samotná stavba budovy byla zahájena 10. července 1929, stavební práce řídila firma Matěje Blechy. 30. října 1930 předal předseda stavební komise Josef Gočár budovu SVU Mánes.
Na financování celé stavby se podíleli členové SVU Mánes, úvěrem i svými úsporami, část prostředků věnoval prezident Masaryk, část poskytl stát a také mecenáši Otto Petschek a Louis Rothschild. Přesto byla stavba, po svém dokončení v roce 1930, zatížena dluhem, který byl splacen až tři roky po skončení druhé světové války.

### Rekonstrukce
Od roku 1980 prošla budova třemi rekonstrukcemi
- 1980–1987, během této rekonstrukce byla porušena původní dispozice budovy včetně dobového interiéru. Obnoveny byly pouze kubistické fresky Emila Filly na stropě v prostoru restaurace. Spodní stavba rekonstruována nebyla
- 1995–1996, vzhledem ke stavu spodní stavby byl v roce 1995 vyhlášen havarijní stav budovy a v roce 1996 byla podle projektu ing. Zdeňka Kysely provedena neodkladná rekonstrukce a údržba spodní části objektu
- 2012–2014, proběhla generální rekonstrukce, jejímž cílem bylo navrátit budově i jejím vnitřním prostorům původní podobu z 30. let 20. století, ovšem s vybavením moderními technologiemi a technickými prostředky, včetně bezbariérového přístupu. Zároveň s tím byl deklarován záměr navázat na slavnou historii budovy tak, aby se opět stala skutečným domem umění a oblíbeným a uznávaným centrem kulturního a společenského života. Rekonstrukce, jejíž náklady nakonec dosáhly výše 150 mil. Kč byla dokončena v lednu 2014. První výstava by se zde měla konat v létě 2014. Současný správce objektu Nadace českého výtvarného umění se podílel svými prostředky na nákladech na rekonstrukci zhruba 1/3. Pro vleklé restituční spory se nepodařilo čerpat finanční prostředky z fondů a zbývající část byla pokryta úvěrem. Nákladný provoz budovy bude hrazen z pronájmu výstavních, výukových a komerčních prostorů.[2] Vypracováním projektu rekonstrukce s rozpočtem 100 mil. Kč byla pověřena pražská firma HMArchitekti, kompletní grafický návrh zpracovalo studio Najbrt.[3]
- 2015, proběhla dodatečná rekonstrukce restauračních prostorů a provoz zahájila společnost Mánes Group a.s., která provozuje v přední části objektu malou kavárnu Art Café. Dále pak ve spodní části českou restauraci a na terase zahradní gril. V prostoru ve středu objektu, který je propojen i s velkým výstavním sálem, bude Lounge Bar s nabídkou zážitkové gastronomie.

### Akce Mánes krvácí
V srpnu 2017 umělecká skupina Bolt 958 jako součást akce „Mánes krvácí a začíná smrdět" nalila do Vltavy u Mánesu červenou tekutinu. Umělci upozornili na dění v galerii Mánes, která přestala plnit svůj účel a začala pořádat komerční výstavy. Konaly se zde výstavy typu PlayStation, Ferrari a nebo prodejna Reebok s tělocvičnou. Tekutina vylitá do vody nebyla nijak závadná pro životní prostředí.

## Popis a koncepce stavby

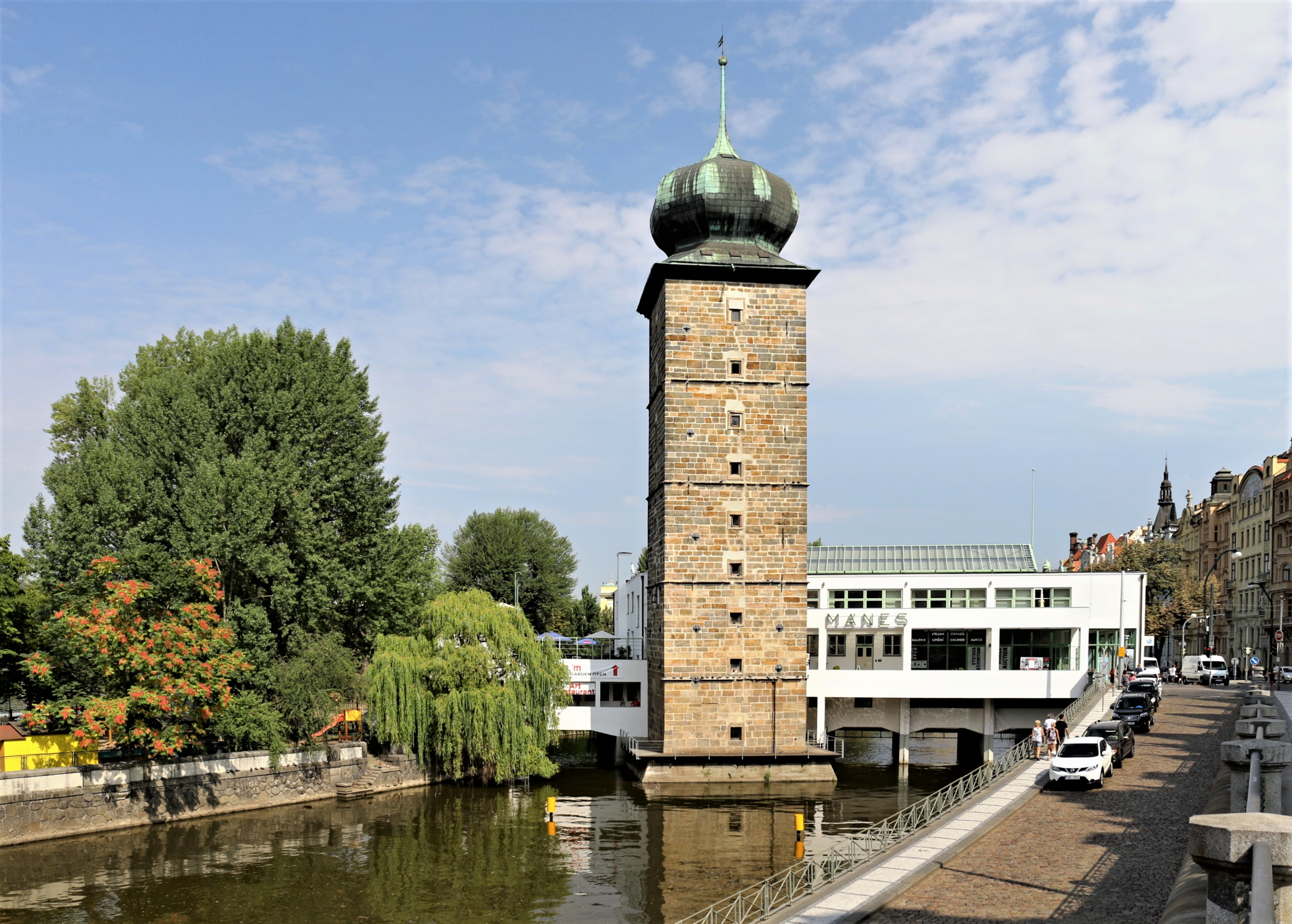
Mánes a Šítkovská věž

Požadavek na volně tekoucí řeku pod budovou vyřešil architekt Otakar Novotný tak, že budovu umístil na železobetonový most, kterým překlenul pravé rameno Vltavy, obtékající Slovanský ostrov. Samotnou budovu architekt navrhl jako funkcionalistický, nízký kvádr s velkými prosklenými plochami. Kontrastem hladké, světlé omítky budovy s tmavým zdivem renesanční vodárenské věže umocnil celkový výtvarný dojem. Vodárenská věž s charakteristickou cibulovitou střechou se stala výraznou dominantou celého komplexu.
V interiéru budovy byl ústředním prostorem velký výstavní sál o ploše 300 m², dále zde byla prostorná hala, z níž byl velkou prosklenou plochou výhled na Národní divadlo. Kromě toho se zde nacházela klubovna, menší výstavní a přednáškové místnosti a také zázemí pro rozsáhlou ediční činnost spolku. Restaurace s terasou, na jejíž výzdobě se podílel malíř Emil Filla, kavárna, cukrárna, bar, obchod a další prostory uvnitř budovy byly využívány komerčně a z jejich pronájmů byl splácen úvěr na pořízení stavby.

### Současnost
Ústředním prostorem budovy je hlavní výstavní síň, navržená pro pořádání výstav různých výtvarných uměleckých oborů na světové úrovni. Výstavní síň prochází ve své centrální části do úrovně 2. patra a je osvětlena prosklenou ocelovou sedlovou střechou. Ve spodním podlaží jsou dva multifunkční prostory pro pořádání projekcí, přednášek, workshopů, aukcí, menších výstav ap. Obnovena byla původní restaurace s terasou a stropními freskami Emila Filly. V prostoru kavárny je umístěno opravené klavírní křídlo Steinway z roku 1897, na kterém zde hrál Jaroslav Ježek.
V 1. patře se nacházejí komfortní kancelářské prostory a v ochozu vznikl obchod se sortimentem výtvarného umění a designu.

## Galerie

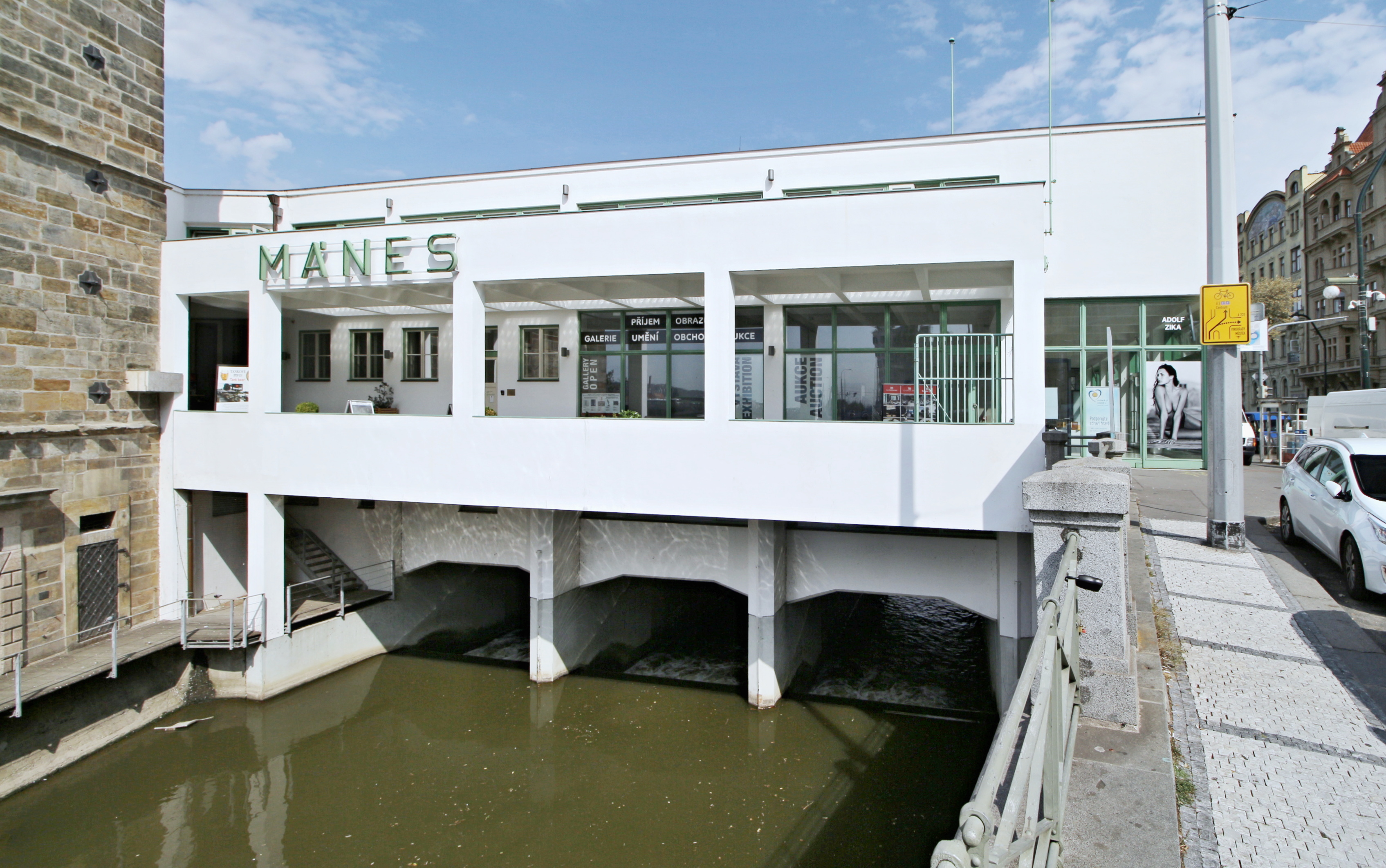
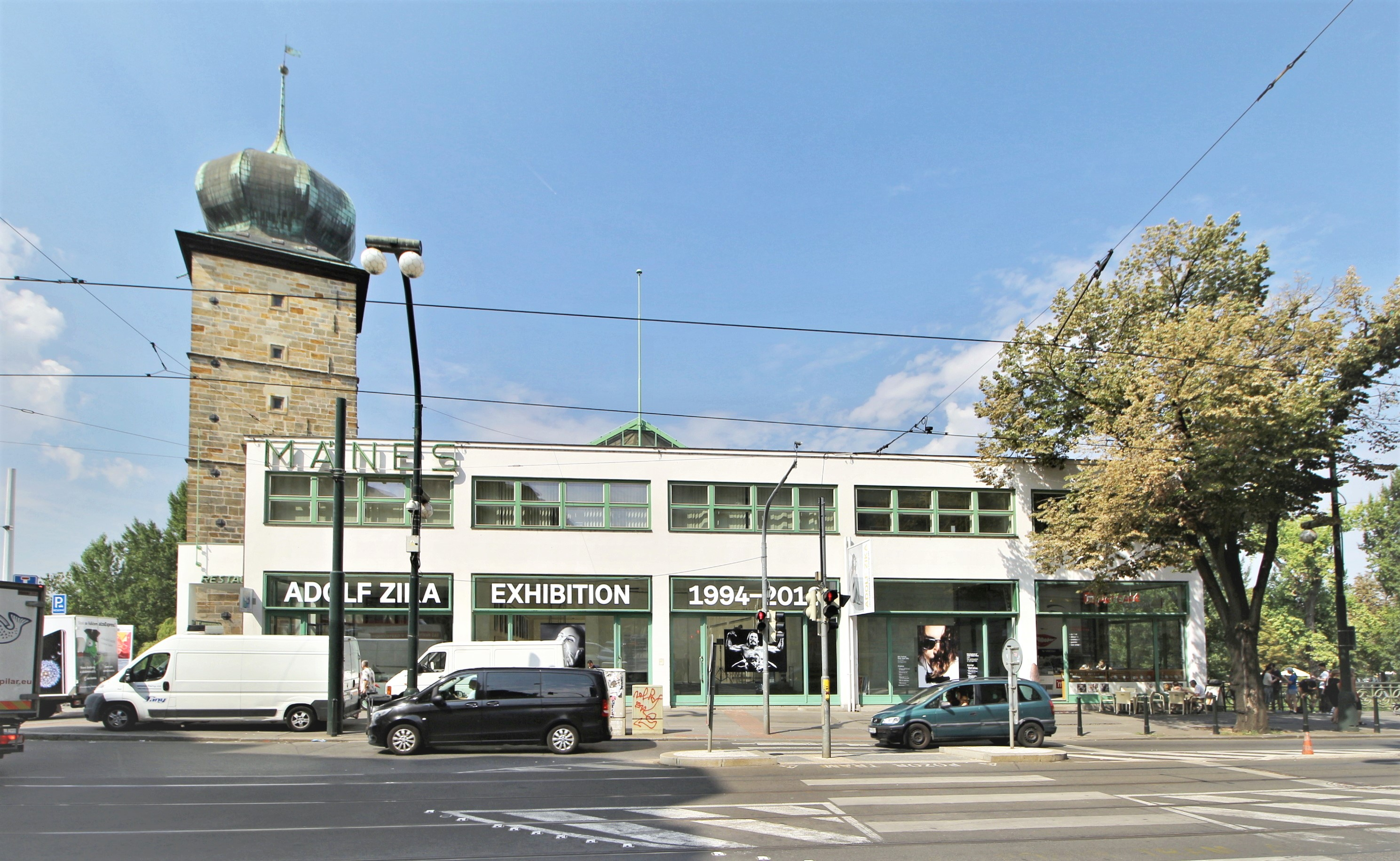
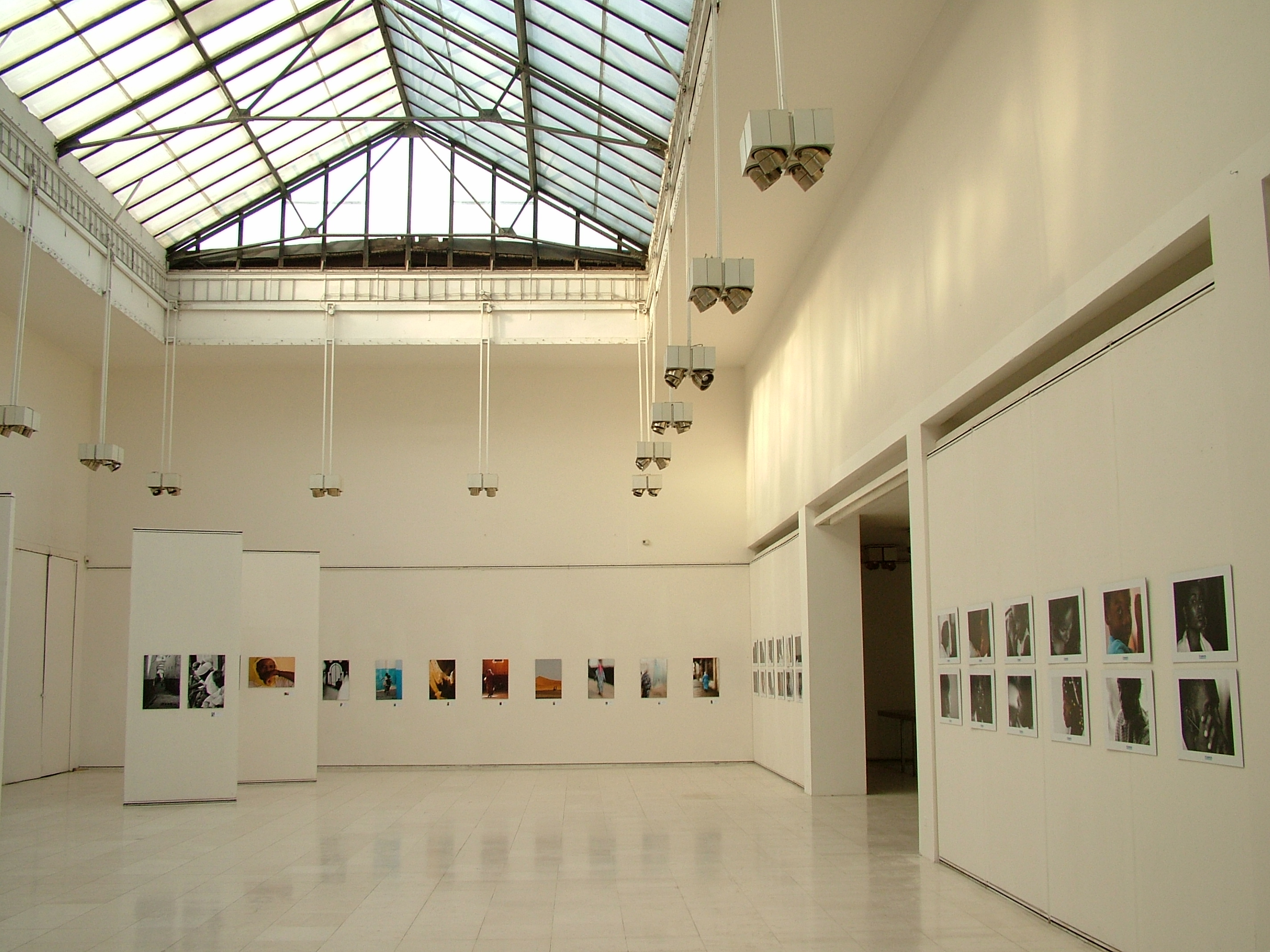
Interiér hlavní výstavní síně před rekonstrukcí (2012)
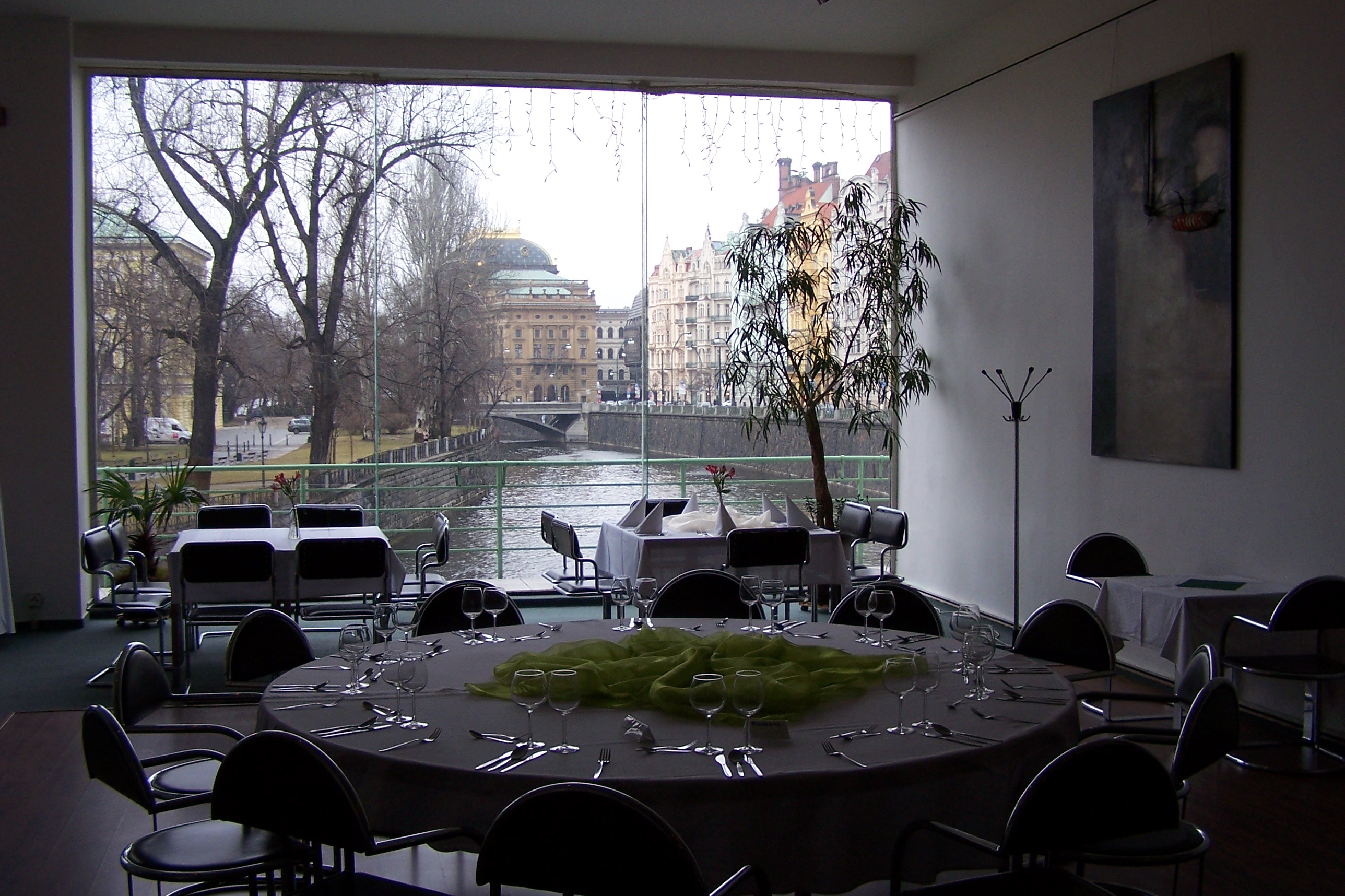
Interiér restaurace s výhledem na Národní divadlo (2008)
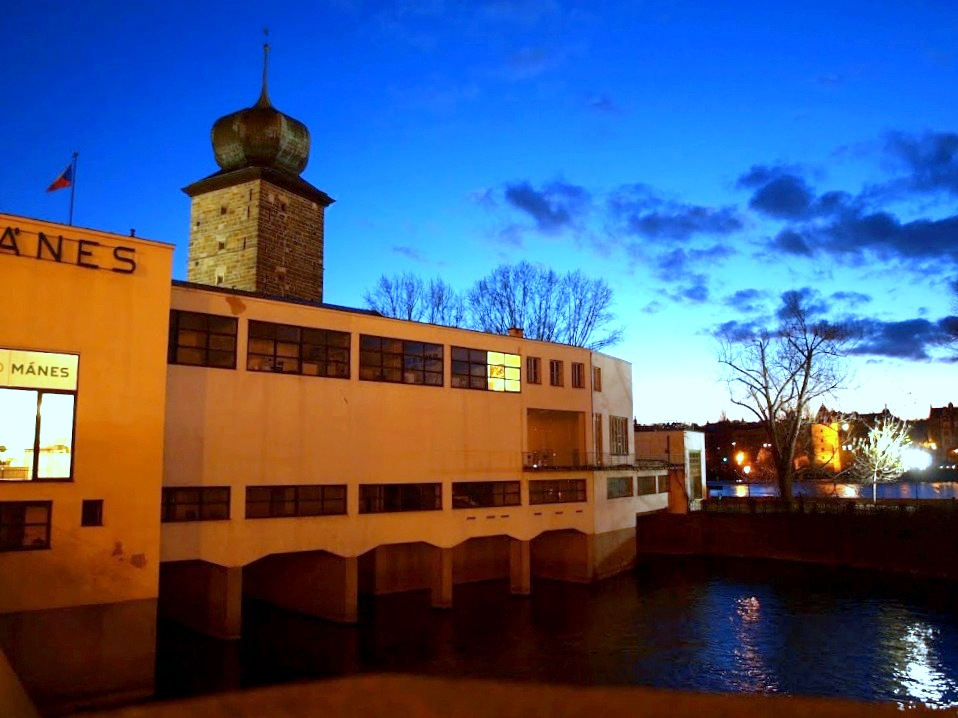
Večerní Mánes